# 中山学之
中山 学之（なかやま たかゆき）は、日本の生体工学者・ロボット制御システム工学者。大阪工業大学ロボティクス＆デザイン工学部システムデザイン工学科教授、工学博士（東京大学）。ワールドロボットサミット(WRS)2018競技委員。
専門は、生体工学・脳科学・数理工学、ロボット制御システム工学、デジタルツイン（メタバース含む）。

## 略歴
2000年東京大学大学院工学系研究科計数工学専攻博士課程単位取得後退学。同年、理化学研究所バイオミメティックコントロール研究センター研究員。2003年工学博士（東京大学）。その後、名古屋工業大学大学院工学研究科特任教授を経て、2016年に大阪工業大学工学部ロボット工学科に着任。2022年現在、大阪工業大学ロボティクス＆デザイン工学部システムデザイン工学科教授。

## 主な研究
- メタバースによるデジタルツイン技術の社会実装プラットフォームの開発
- アバターで生活するバーチャル都市空間の開発 〜 大阪市北区茶屋町
- 生物の身体構造をまねたロボットの開発
- 筋骨格系の構造を取り入れた無動力パワーアシスト装置の開発
- 脳機能を模倣したロボット運動制御系の研究 - トヨタ自動車との共同研究
- 脳の計算理論を応用した実時間環境認識システムの構築

大阪産業技術研究所・大阪商工会議所との共同推進機関OIT-P(Osaka Industrial Technology Platform); 地域産業技術プラットフォームのメンバーの一人。イノベーションジャパン・メディカルジャパンへの出展も行っている。